# Chalet-Siedlung

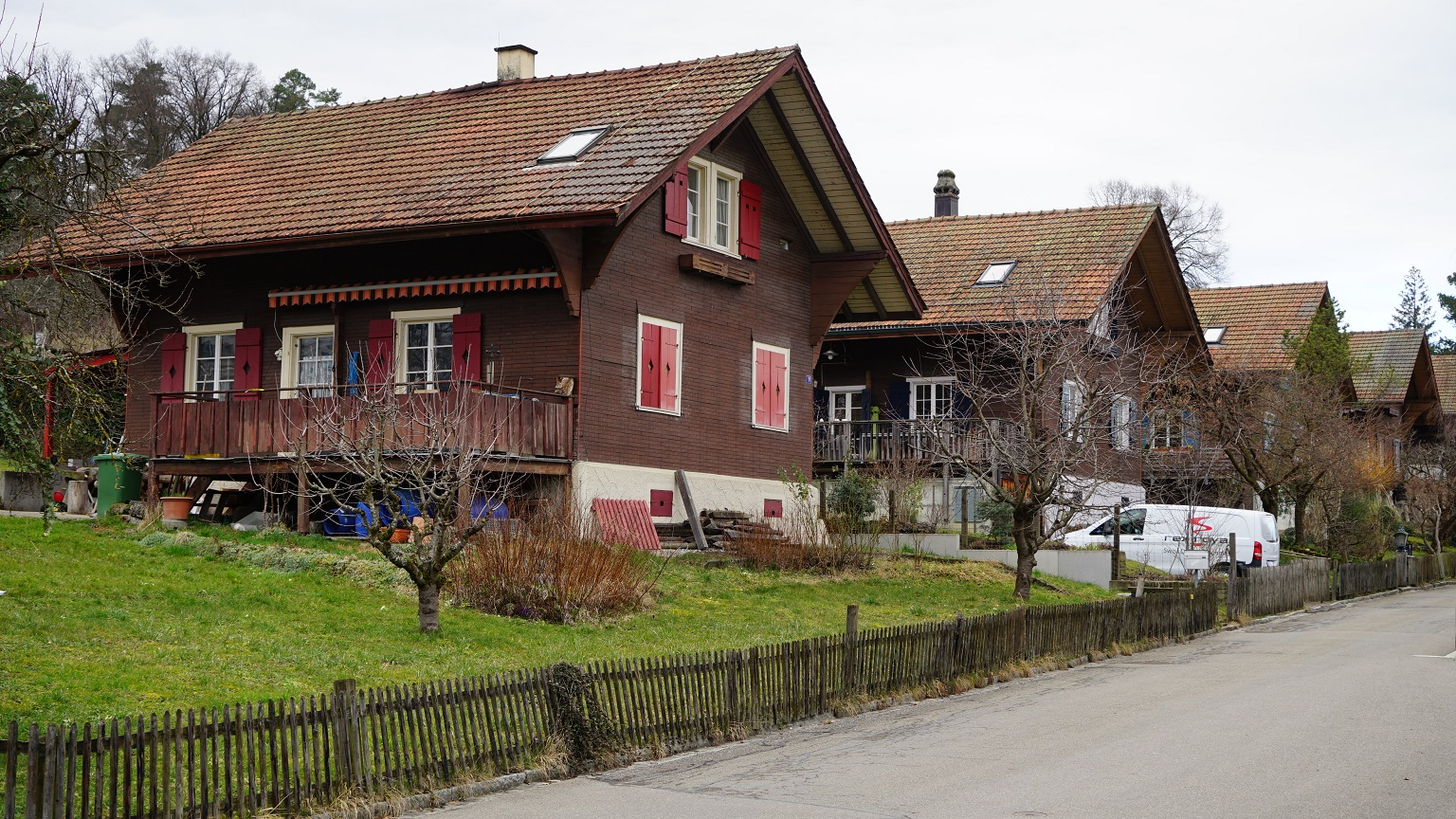
Teilansicht der Häuser an der Rütihofstrasse von Westen (2023)

Die Chalet-Siedlung in Winterthur im Schweizer Kanton Zürich ist eine Reihensiedlung, die durch den Architekten Hermann Siegrist-Allweyer im Heimatstil geplant wurde.

## Geschichte
Die Siedlung wurde in zwei Etappen als Werksiedlung der Brauerei Haldengut errichtet. Die erste Etappe von 1912 waren die fünf giebelständigen Häuser an der Rütihofstrasse 3–11 (ungerade Nummern), als zweite Etappe folgten 1922 die vier traufständigen Häuser an der Wolfensbergstrasse 54–60 (gerade Nummern). Alle neun Häuser verfügen über ein gemauertes Sockelgeschoss und ein Satteldach, während die Fassaden mit dunkelbraunem Eternit geschindelt sind. Die älteren Häuser weisen eine gegen Süden gerichtete Laube auf. Zu den Häusern gehört jeweils ein Nutzgarten mit Obstbäumen.

## Lage und Umfang
Die Siedlung befindet sich an der Rütihof- und der Wolfensbergstrasse im Quartier Rosenberg in Winterthur-Veltheim. Sie umfasst zehn freistehende Holzhäuser. Die Siedlungen der Stadt gehören zum «Ortsbild von nationaler Bedeutung» im Inventar der schützenswerten Ortsbilder der Schweiz (ISOS) und sind als Inventarobjekt im Denkmalinventar der Stadt Winterthur gelistet.